# Sigolène Vinson
Pour les articles homonymes, voir Vinson.
Sigolène Vinson, née le 19 octobre 1974 à Sainte-Foy-lès-Lyon (Rhône), est une romancière française, ancienne avocate et chroniqueuse judiciaire pour Charlie Hebdo, actrice de théâtre et de cinéma.

## Biographie

### Famille et jeunesse
Née à Sainte-Foy-lès-Lyon d'un père travaillant à la transition du service informatique de la compagnie d'électricité de Djibouti, sa famille s'installe dans la région parisienne lorsqu'elle a six mois (à Clamart puis à Meudon-la-Forêt), avant de partir pour Djibouti en août 1981. 
Son père est un rescapé de l'attentat de l'Historil, à la suite duquel sa famille quitte Djibouti en 1987.

### Formation
À l'âge de vingt-six ans, elle intègre le cours Florent puis le cours Dominique Viriot pour devenir comédienne. Elle joue au théâtre dans La Mandragore de Machiavel, Le Précepteur de Bertolt Brecht et Noces de sang de Federico García Lorca. Au cinéma, elle tient un petit rôle dans Fauteuils d'orchestre (2006) de Danièle Thompson.
En parallèle, elle s'oriente vers le droit et devient avocate, après avoir suivi des études à l'université Panthéon-Sorbonne.

### Écriture
En 2007, elle abandonne ce métier pour devenir écrivain.

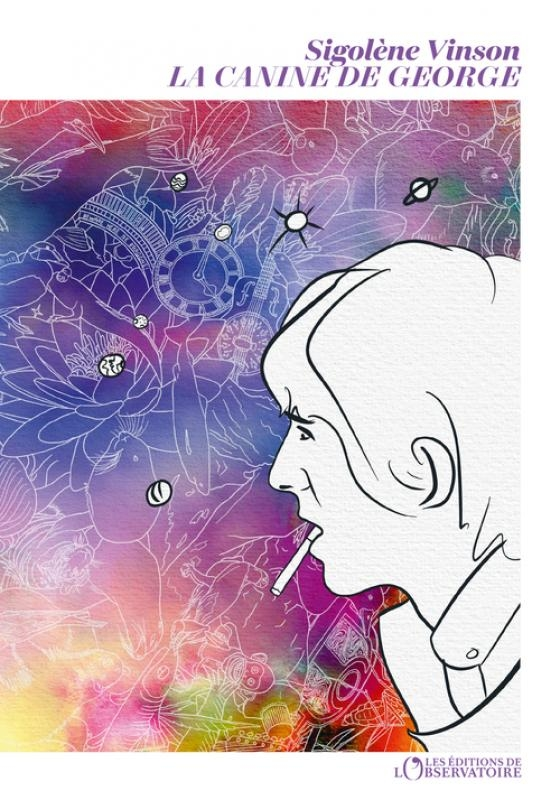
La Canine de George, paru en janvier 2021.

En 2011, elle écrit J'ai déserté le pays de l’enfance, roman d'autofiction qui paraît chez Plon. Durant l'année 2015, deux autres de ses romans sont publiés, Le Caillou aux éditions Le Tripode et Courir après les ombres chez Plon. Le premier a pour décor la rive Sud d'Ajaccio. Le second, la corne de l'Afrique.
En 2017, elle publie Les Jouisseurs aux éditions de l'Observatoire, qui fait voyager des terres de contrebande du Doubs aux montagnes de l'Atlas, suivi en 2019 de Maritima dans la même maison d'édition. Cette fois, le récit s'ancre sur le pourtour de l'étang de Berre, au beau milieu des zones Seveso. En 2020 elle travaille à l'écriture d'un roman inspiré de George Harrison, le guitariste des Beatles, fondu d'hindouisme.
En mai 2023, les éditions Le Tripode publient La Palourde, roman éco-poétique, peut-être la suite du Caillou — l'histoire de deux déséquilibres liés, l'un d'un écosystème, l'autre d'une femme éperdue d'amour.
En duo avec Philippe Kleinmann, elle obtient le prix du roman d'aventures pour leur roman policier Bistouri Blues en 2007, où apparaît le commissaire Cush Dibbeth qui revient dans Substance, publié aux éditions du Masque en 2015. En 2011, les deux auteurs écrivent également un roman policier historique, Double Hélice.

### Charlie Hebdo
De septembre 2012 à janvier 2015, elle est chroniqueuse judiciaire pour Charlie Hebdo,. Lors de l'attentat au journal, le 7 janvier 2015, contrairement à Elsa Cayat, elle est épargnée par Chérif Kouachi qui lui déclare : 

« N’aie pas peur. Calme-toi. Je ne te tuerai pas. Tu es une femme. On ne tue pas les femmes. Mais réfléchis à ce que tu fais. Ce que tu fais est mal. Je t'épargne, et puisque je t’épargne, tu liras le Coran. »

Au début elle confond les deux frères et elle précise par la suite « c’est Chérif Kouachi qui est face à moi. Au départ, j’ai dit que c’était Saïd Kouachi parce que j’avais cru le reconnaître sur des photos, mais il s’avère que c’était Chérif Kouachi. » Elle témoigne ensuite à trois reprises, lors des procès en première instance puis en appel en 2020, puis lors du procès de Peter Cherif le 30 septembre 2024.
Hasards du destin, Sigolène Vinson se trouve à Djibouti en décembre 2018 quand Cherif est arrêté. Elle n'y était pas retournée depuis 2014. Et nouvelle coïncidence, elle se retrouve quelques jours plus tard sur le même vol que lui pour rentrer à Paris, tous les deux assis à l’arrière. Il n'y a pas eu de communication entre eux ce jour-là, mais cet évènement donnera lieu à un échange pendant le procès. Elle décide en mémoire des victimes, de représenter, à travers un tatouage sur son bras gauche, douze silhouettes autour de la baleine de Moby-Dick, avec l'inscription tirée du roman d'Herman Melville : « Le monde est un vaisseau dans un voyage sans retour. » Cette œuvre fait partie, avec La nuit sera calme de Roman Gary, de ses livres de chevet.

### AprèsCharlie Hebdo

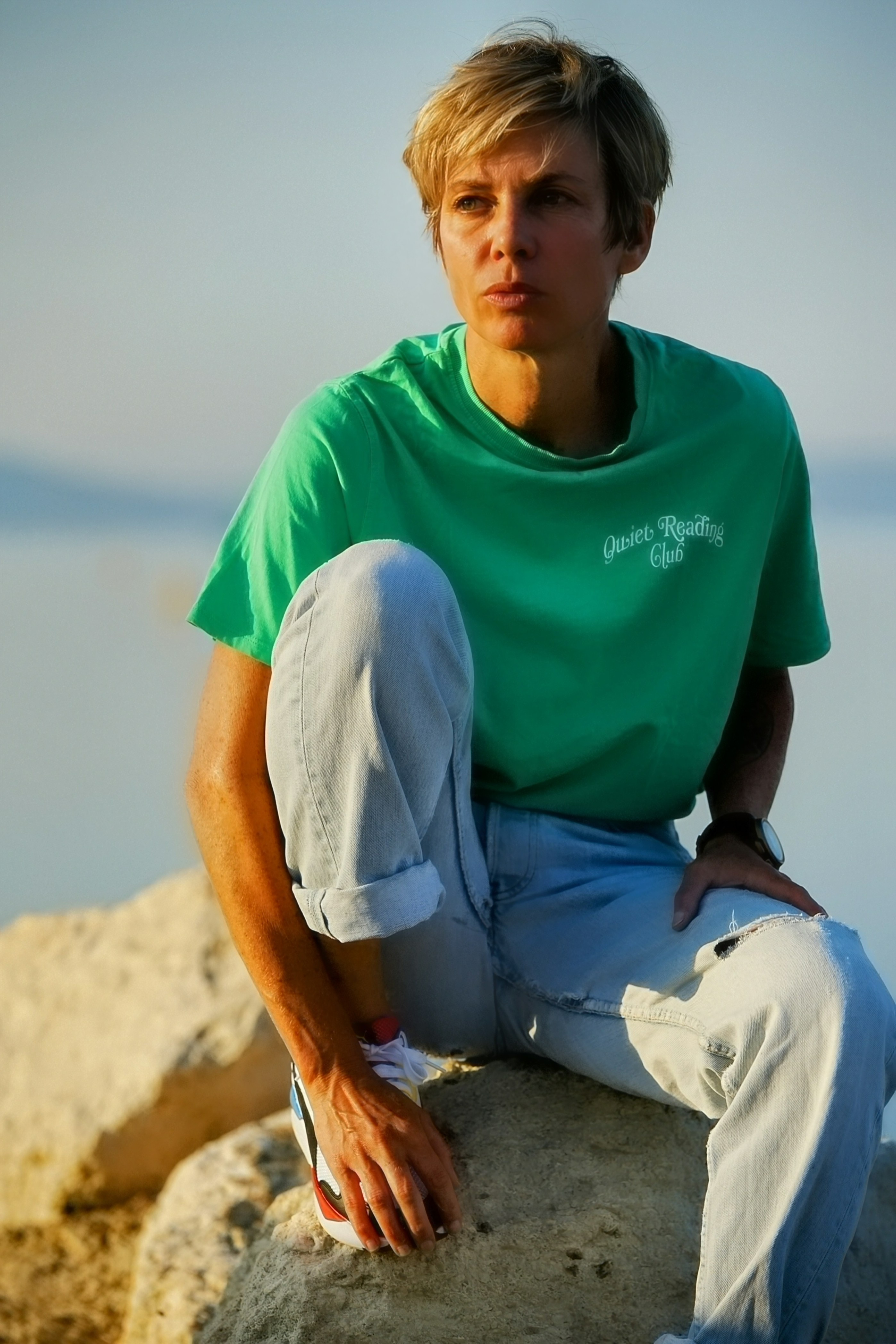
Sigolène Vinson en 2024.

Après l'attentat dont elle a été victime, elle s'établit à Martigues. Elle tire l'inspiration de plusieurs de ses romans du cadre géographique martégal, marqué par les pollutions causées par l'industrie, ainsi que par les problèmes environnementaux de l'étang de Berre.
La crise anoxique d'août 2018 a directement nourri son imagination dans le roman La Palourde, tandis que les conséquences sanitaires délétères de la pétrochimie sont l'un des ressorts de son roman Maritima.
En 2020, elle est élue au conseil municipal de Martigues sur la liste d'union de la gauche du maire communiste sortant Gaby Charroux. Elle se voit alors confier le dossier de la candidature de l'étang de Berre au patrimoine mondial de l'Unesco.

## Publications

### Romans
- J'ai déserté le pays de l'enfance, Paris, éditions Plon, 2011  (ISBN 978-2-259-21446-9)
- Le Caillou, Paris, éditions Le Tripode, 2015  (ISBN 978-2-370-55055-2)
- Courir après les ombres, Paris, éditions Plon, 2015  (ISBN 978-2-259-22957-9)
- Les Jouisseurs, Paris, éditions de l'Observatoire, 2017  (ISBN 979-10-329-0043-7)
- Maritima, éditions de l'Observatoire, 2019  (ISBN 979-10-329-0444-2)
- La Canine de George, éditions de l'Observatoire, 2021  (ISBN 979-10-329-1613-1)
- La Palourde, éditions Le Tripode, 2023  (ISBN 978-2-37055-351-5)
- Le Butor étoilé, éditions Le Tripode, 2025  (ISBN 978-2-37055-454-3)[12]

### En collaboration avec Philippe Kleinmann

#### Série policièreCush Dibbeth
- Bistouri Blues, Paris, éditions du Masque, coll. « Le Masque » no 2507, 2007  (ISBN 978-2-7024-3322-5) ; rééd., Paris, éditions du Masque, coll. « Masque poche » no 57, 2015  (ISBN 978-2-7024-4171-8)
- Substance, Paris, éditions du Masque, 2015  (ISBN 978-2-7024-4167-1)

#### Autre
- Double Hélice, Paris, éditions du Masque, 2011  (ISBN 978-2-7024-3580-9)

### Collectif
- Les Aventures du concierge masqué - L'Exquise Nouvelle saison 3, L'Exquise Édition, 2013
- Enfant, je me souviens, UNICEF/Livre de poche, 2016